# Mark Hersam
Mark C. Hersam (* 31. Januar 1975 in Downers Grove) ist ein US-amerikanischer Materialwissenschaftler.

## Leben
Hersam wuchs in Downers Grove bei Chicago auf. Als High-School-Schüler nahm er an Veranstaltungen des Argonne National Laboratory teil. Er studierte in Urbana-Champaign und Cambridge. Im Jahr 2000 erhielt er seinen Ph.D. an der University of Illinois at Urbana-Champaign; anschließend forschte er unter David N. Ruzic und Joseph Lyding. Seitdem ist er Professor für Materialwissenschaften an der Northwestern University (Chicago).
2013 erhielt Hersam den Arthur K. Doolittle Award der American Chemical Society. 2014 war er MacArthur Fellow. Für 2020 wurde ihm der Medard W. Welch Award der American Vacuum Society zugesprochen. 2024 wurde er in die National Academy of Engineering und die American Academy of Arts and Sciences gewählt.

## Forschung
Mark Hersam beschäftigt sich u. a. mit der Dichtegradientenzentrifugation von Kohlenstoffnanoröhren.
Seit 2007 vermarktet er seine Forschungsergebnisse zur Produktion von Kohlenstoffnanoröhren über die Firma NanoIntegris.